# Kemuning (Tegalombo)
Kemuning is een bestuurslaag in het regentschap Pacitan van de provincie Oost-Java, Indonesië. Kemuning telt 5109 inwoners (volkstelling 2010).